# Nous quatre
Pour plus de détails, voir Fiche technique et Distribution.
Nous quatre est une comédie dramatique belge réalisée par Stéphane Hénocque sortie en 2015 au cinéma.

## Synopsis
David a une maladie nécessitant une greffe osseuse, pour cela, il doit retrouver son vrai père. Pour le retrouver, il fait appel à trois potes qu'il a perdu de vue. Ils vont vivre des aventures dans un périple les emmenant à travers la Belgique. 

## Fiche technique
- Titre : Nous quatre
- Réalisation : Stéphane Hénocque
- Scénario : Stéphane Hénocque
- Assistant réalisateur : Julien Lizen, Florian Coheur
- Directeur de la photographie : Stéphane Hénocque, Michiel Blanchart
- Son : Olivier Delbruyère
- Musique : Simon Fransquet
- Productrice exécutif : Philippe Delhaes
- Producteur associé: Loïc Rossi
- Pays d’origine :  Belgique
- Genre : comédie dramatique
- Date de sortie
  - Belgique : 28 septembre 2016

## Distribution
- Pierre Olivier : David
- François Huberty : Vincent
- Justine Louis : Chloé
- Florian Pâque : Léo
- Marcos Adamantiadis : Hervé Piron
- Laurent D'Elia : Frédéric
- Renaud Rutten : Richard
- Didier Boclinville : Didier le loueur de kayak

## Autour du film
- Tourné avec de petits moyens (8000 € de budget), Nous quatre a connu un destin particulier. Il a été présenté en avant-première au Kinépolis Rocourt le 8 septembre 2015 devant plus de 1000 personnes . Ce succès a incité plusieurs médias à faire campagne pour qu'il sorte en salles. De nouvelles avant-premières ont eu lieu un an plus tard et là, ce sont plus de 2500 spectateurs qui ont vu le film. Celui-ci est sorti dans plusieurs salles belges le 28 septembre 2016.

- Pierre Olivier a été nommé dans la catégorie Meilleur espoir masculin aux Magritte 2017
- Le film a été diffusé sur Plug RTL en novembre 2019 et sur Club RTL en août 2022